# Antonio Moya Vega
Antonio "Toni" Moya Vega (nascut el 20 de març de 1998) és un futbolista professional mallorquí que juga com a migcampista central al Reial Saragossa.

## Carrera
Nascut a Mèrida, Badajoz, Extremadura, però criat a Son Servera, Mallorca, Illes Balears, Moya es va incorporar a l'equip juvenil d'l'Atlètic de Madrid el 2013 als 15 anys, procedent del RCD Mallorca. Va fer el seu debut com a sènior amb el filial el 16 d'octubre de 2016, començant en una victòria a casa per 2-0 de Tercera Divisió contra l'Internacional de Madrid CF.
El 18 de desembre de 2016, Moya va marcar el seu primer gol a la categoria sènior, marcant el segon gol del seu equip en una victòria a casa per 3-2 contra el Villaverde San Andrés. Va contribuir amb 19 aparicions durant la campanya, ja que el seu equip va tornar a Segona Divisió B després d'una absència de dos anys.
Moya va debutar amb el primer equip el 25 d'octubre de 2017, entrant com a substitut de Keidi Bare a la segona part en un empat a 1 a casa contra l'Elx CF, per a la Copa del Rei de la temporada. El seu debut a la Lliga va arribar l'1 d'abril següent, substituint Thomas Partey en una victòria a casa per 1-0 contra el Deportivo de La Corunya.
L'1 de juny de 2021, Moya va signar un contracte de dos anys amb el Deportivo Alavés al primer nivell. Va marcar el seu primer gol com a professional el 29 de gener de 2023, marcant el tercer gol del seu equip en una victòria a Segona Divisió per 3-1 contra el CD Mirandés.
El 6 de juliol de 2023, l'agent lliure Moya va acordar un contracte de dos anys amb el Reial Saragossa a la segona divisió.